# Trinquet de l'Abdet
El Trinquet de l'Abdet es el trinquet dempeus més antic del País Valencià: data del 1772. Es troba a l'Abdet un poblat de Confrides (Marina Baixa) a més a més, s'hi conserva una modalitat històrica de la pilota valenciana: la pilota grossa, tradició que només es manté a L'Abdet i al trinquet de Parcent.

## Història

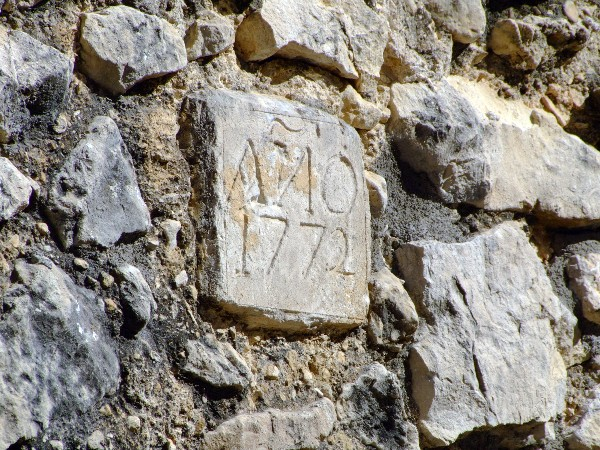
Construït el 1772

Construït el 1772, el trinquet de l'Abdet no era l'únic, sinó que hi ha constància d'altres iguals en poblacions properes com Benimantell, Benimassot, Confrides, el Castell de Guadalest, Murla i Tollos, però tots aquests han desaparegut en temps més o menys recents.
El trinquet original tenia el paviment de terra premsada, i les parets de pedra amb argamassa, esdevenint un terreny de joc irregular al bot. Pels volts dels anys 1940 o 1950 el terra va ser cimentat i les parets enguixades, i així va esdevenir un canxa noble. I l'any 2006 es va reformar el trinquet millorant les parets, i cobrint el terra amb un ciment anti-lliscant i pintat de diversos colors per marcar bé l'àrea de joc.

## Canxa
És més petit que no els trinquets actuals, mesura 18 mètres de llarg per 2,5 d'ample. És, doncs, més semblant a les galotxetes, però sense els frontons al traure i al rest.
Al bell mig de la canxa, i pegat a la paret esquerra hi ha una pedra de 35 cm d'alçada (la sella), on s'ha de botar la pilota per ferir i començar el quinze. Enfront de la sella, i a l'altra banda de la corda, hi ha el marro, una pedra molt més baixa, on ha de caure la pilota en la treta.
Aquestes dues pedres estan fitant les meitats del trinquet, separades per la xarxa, una corda combada i destensada, més alta als extrems que no al centre, per dalt de la qual ha de passar la pilota.
Els límits de cada equip són les ratlles del traure i del rest, que marquen el punt màxim on pot botar la pilota perquè siga bona. Actualment, tant la canxa com els límits estan pintats de colors diferents per a facilitar la visió del joc.
En la paret dreta hi ha unes xifres dibuixades i amb línies verticals fins a terra. Són les ratlles, que serveixen com a guia per a saber on s'ha aturat la pilota i saber quin és el nou punt a guanyar o defensar. A la meitat del traure hi ha 2 ratlles, i al rest n'hi ha fins al 20, ja que és el lloc més defensiu. Aquestes ratlles foren pintades en la remodelació del 2006, mentre que abans s'empraven senyals en terra o dibuixos en guix per a marcar les ratlles.

## Modalitat
Al trinquet de l'Abdet es juga a Pilota grossa, una variant de la pilota valenciana precursora de les galotxetes. El tret característic, però, de la Pilota grossa és que es continua jugant a ratlles dins un trinquet. És doncs, el nexe d'unió entre les Llargues i l'Escala i corda.